# 242
Cette page concerne l'année 242  du calendrier julien. Pour l'année 242 av. J.-C., voir 242 av. J.-C. Pour le nombre 242, voir 242 (nombre).
L'année 242 est une année commune qui commence un samedi.

## Événements
- Printemps : l'empereur romain Gordien III ouvre les portes du temple de Janus et quitte Rome pour sa campagne d’Orient. En chemin, il combat les Sarmates, les Goths et les Alains sur le Bas-Danube[1]. Le futur empereur illyrien Aurélien aurait alors battu les Sarmates en Illyricum à la tête d’une cohorte auxiliaire de 300 hommes. Sa victoire lui vaut la promotion de tribun légionnaire[2].
- Les Perses prennent temporairement Édesse. Gordien III reprend la ville en 243, et elle retrouve son statut de colonie gouvernée par deux stratèges sous l'autorité d'un résident romain[3].

## Naissances en 242
- Publius Licinius Cornelius Saloninus, empereur romain.
- Sun Hao, empereur de Wu.

## Décès en 242
- Man Chong, officier chinois.